# Wallerant Vaillant

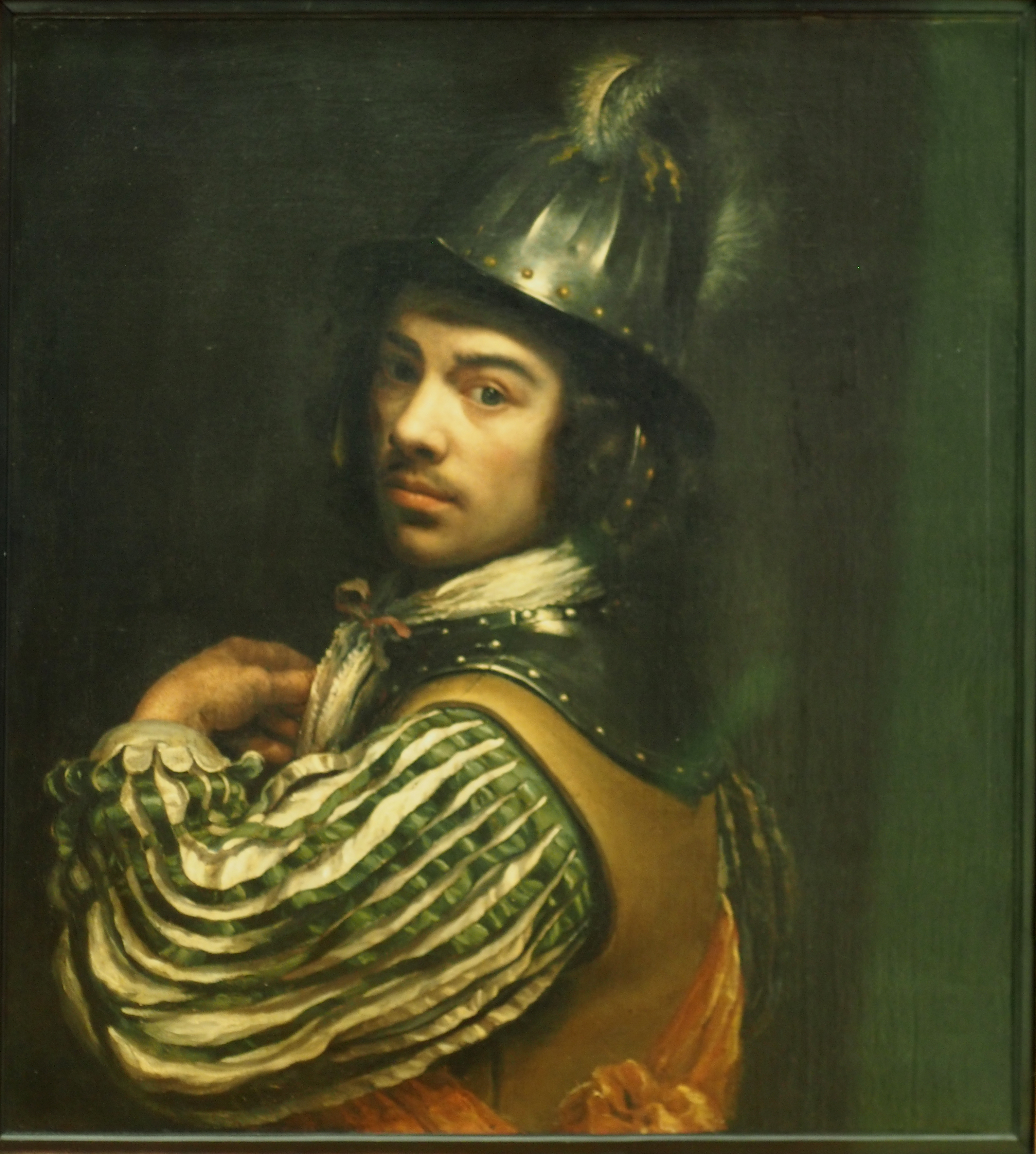
Autoritratto con elmo (1655 circa)

Wallerant Vaillant, o Wallerand Vaillant o Wallerandt Vaillant (Lilla, 30 maggio 1623 (battezzato) – Amsterdam, 2 settembre 1677 (sepolto)), è stato un pittore, disegnatore e incisore olandese del secolo d'oro, il più famoso di una famiglia di pittori e incisori franco-olandese.

## Biografia

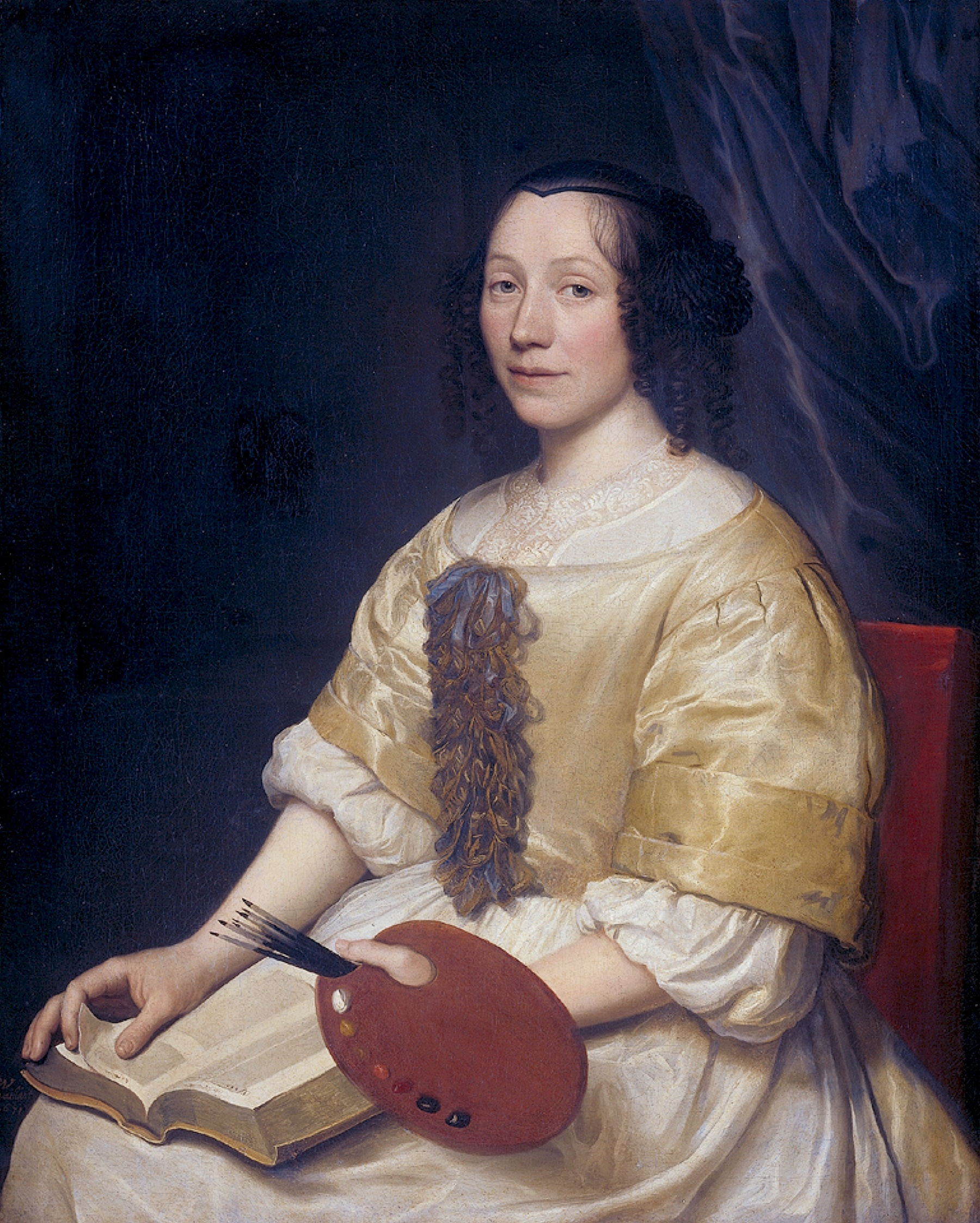
Ritratto di Maria van Oosterwijck (1671)

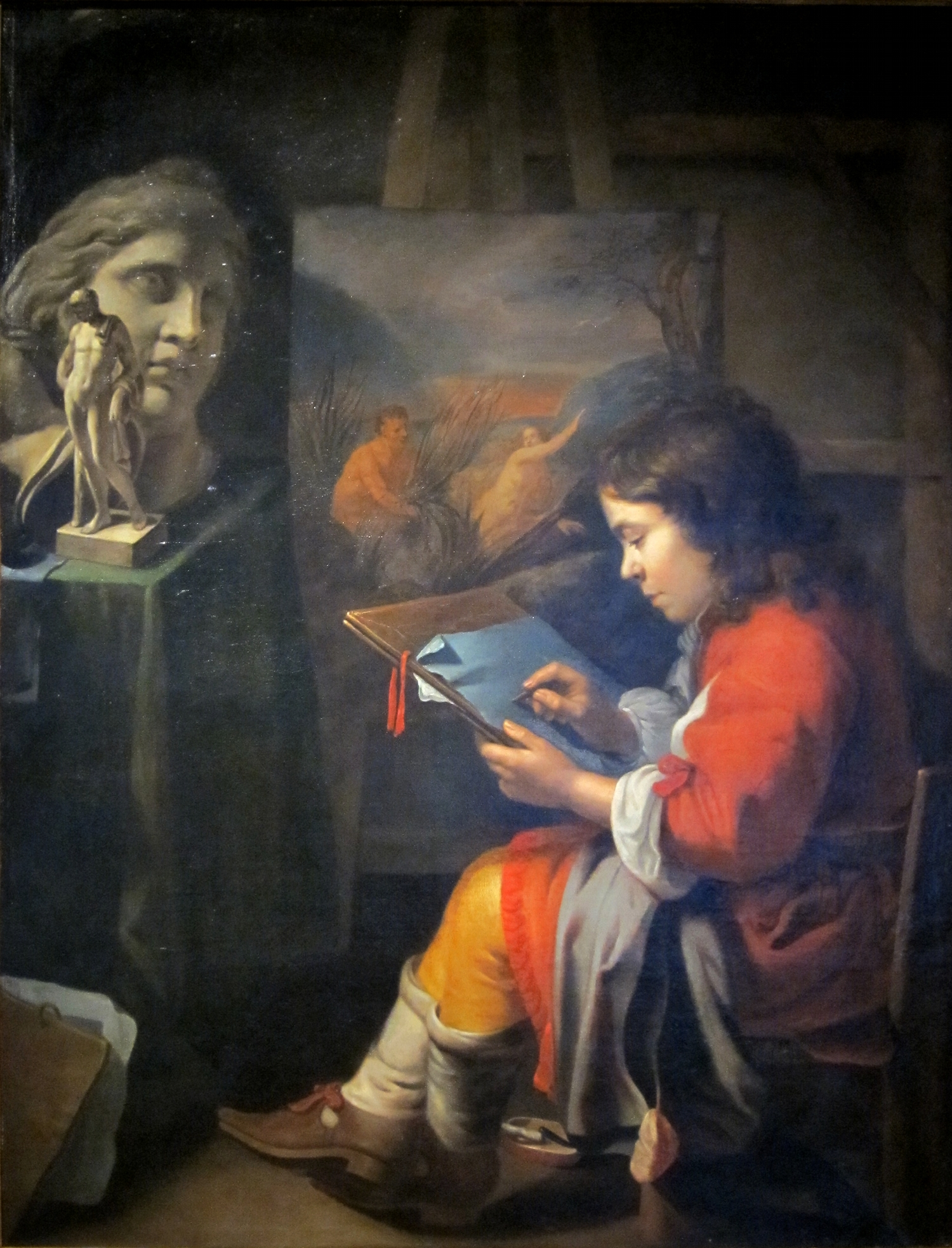
Il giovane disegnatore

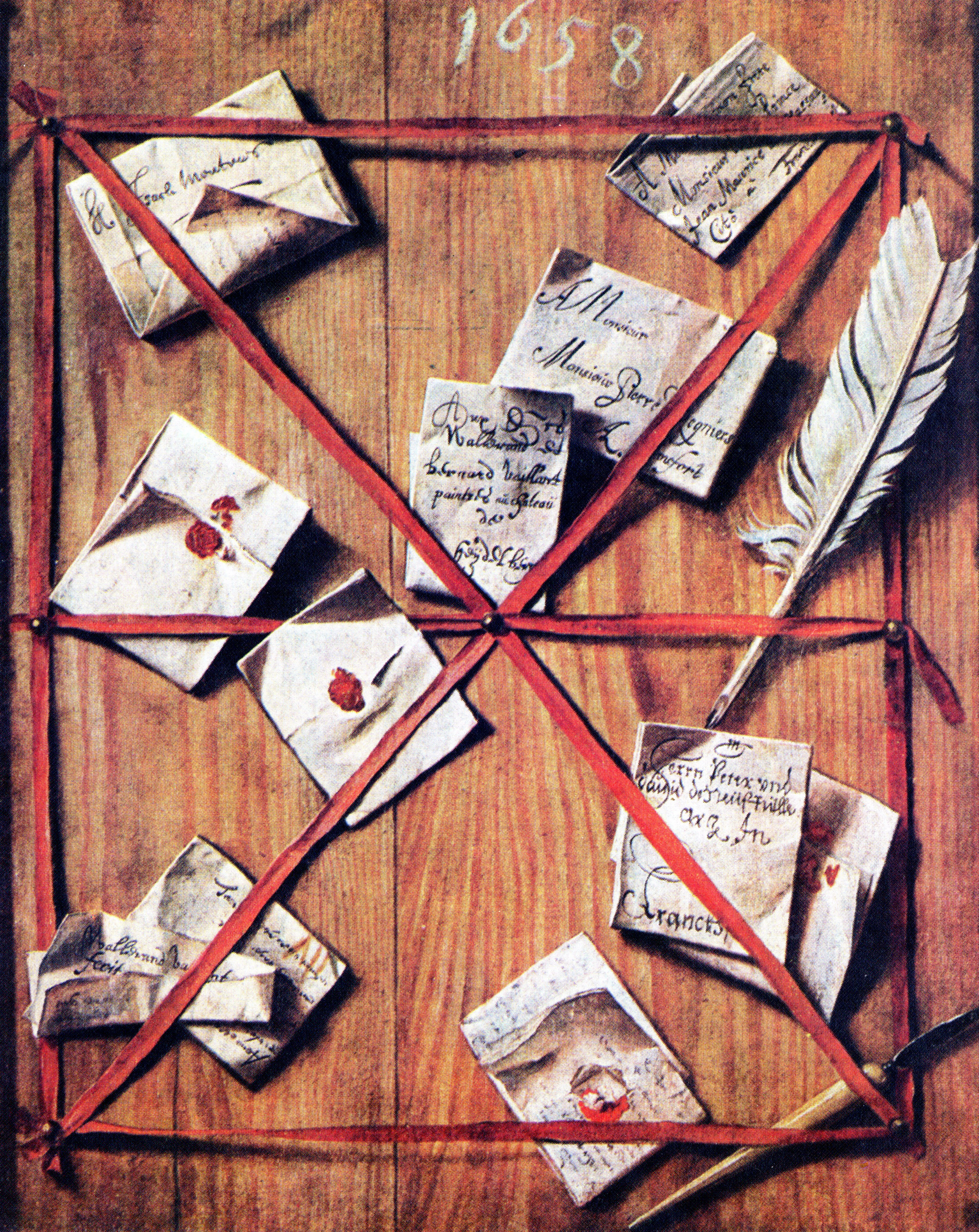
Asse con lettere trattenute da fettuccia rossa (1658)

Fratello di Jean e fratellastro di Jacques da Maria Warlop, apprese i rudimenti di disegno nella sua città natale. Nel 1637 divenne allievo di Erasmus Quellinus il Vecchio ad Anversa. Abbandonata la scuola di questo maestro, decise di dedicarsi alla pittura ritrattistica, maggiormente lucrativa e più adatta alle sue capacità. Nel 1647 si trasferì a Middelburg, dove divenne membro della locale Corporazione di San Luca. Nel 1652 operò ad Amsterdam e dal 1656 al 1659 a Francoforte sul Meno. In quest'ultima città dipinse parecchi ritratti di personaggi illustri e acquisì una reputazione fuori dal comune. Si recò anche a Vienna per realizzare i ritratti di Leopoldo I d'Asburgo e della sua corte. Nel 1659 il marchese von Grammont lo condusse a Parigi, dove acquisì notevoli ricchezze, e nel giugno del 1663 ritornò in patria con Willem Schellinks. Dal 1664 al 1667 operò ad Amsterdam. Fu pittore di corte presso il principe Willem Friso, statholder di Frisia.
Realizzò dipinti di vari soggetti tra cui ritratti, scene di caccia, soggetti di genere, in particolare rappresentanti scene di vita contadina, nature morte con pesci, trompe-l'oeil, scene religiose di stampo cristiano e mitologiche. Tra i suoi trompe-l'oeil, è noto Asse con lettere trattenute da fettuccia rossa, che fu il primo soggetto di questo tipo ad essere dipinto. Successivamente altri pittori eseguirono opere del genere, come Evert Collier, Cornelis Norbertus Gysbrechts e Samuel van Hoogstraten. Inoltre, a Rotterdam, è conservata una natura morta con pesci e un gatto. Vaillant è conosciuto anche per le rappresentazioni d'interni di studi con giovani studenti di disegno. Fu il primo artista ad utilizzare in modo professionale la tecnica della mezzatinta, che apprese quando si trovava a Francoforte sul Meno nel 1658 o forse a Londra al seguito del principe Rupert, ottenendo un grande seguito. Eseguì oltre 200 incisioni, che furono riprodotte per tutto il XVIIIº secolo, a partire da propri disegni e da opere di artisti contemporanei e del Rinascimento. Come disegnatore, realizzò principalmente bozze di ritratti a grandezza naturale per i suoi dipinti.
Furono suoi allievi Andries, Jacques, Bernard e Jean Vaillant. Il suo stile influenzò Nicolas-Bernard Lépicié, Guillaume-Dominique-Jacques Doncre e Anne Vallayer-Coster.

## Opere
- Ritratto di Maria van Oosterwijck, olio su tela, 96 × 78 cm, 1671, Rijksmuseum, Amsterdam
- Autoritratto con elmo, olio su tela, 1655 circa, Niedersächsisches Landesmuseum, Hannover
- Il piccolo disegnatore, dipinto, Musée de l'Hospice Comtesse, Lilla
- Natura morta con pesci e un gatto, olio su tavola, 71,5 x 62 cm, 1650 circa, Museo Boijmans Van Beuningen, Rotterdam[7]
- Ritratto di Agneta de Graeff, olio su tela, 71 × 59 cm, 1663-1664, Amsterdams Historisch Museum, Amsterdam[8]
- Ritratto di giovane donna con tre bambini, olio su tela, 60 x 77 cm, Rijksmuseum, Amsterdam[9]
- Ritratto di coppia, dipinto, Gemäldegalerie, Berlino[10]
- Autoritratto con turbante, olio su tela, Gemäldegalerie, Berlino[11]
- Asse con lettere trattenute da fettuccia rossa, olio su tela, 51,5 x 40,5 cm, 1658[12]
- Ritratto del conte Theodor Heinrich von Strattmann, in collaborazione con Bernard Vaillant, Rijksmuseum, Amsterdam[13]
- Giovane uomo che legge presso una statua di Cupido, incisione (maniera nera), 27,5 x 21,3 cm[14]
- Ritratto di Rupert von der Pfalz, incisione (maniera nera), 18,6 x 16,4 cm, Fine Arts Museums of San Francisco, San Francisco[15]